# Beckett Ridge
Beckett Ridge és una concentració de població designada pel cens dels Estats Units a l'estat d'Ohio. Segons el cens del 2000 tenia 8.663 habitants.

## Demografia
Segons el cens del 2000, Beckett Ridge tenia 8.663 habitants, 3.107 habitatges, i 2.420 famílies. La densitat de població era de 688,2 habitants/km².
Dels 3.107 habitatges en un 43,8% hi vivien nens de menys de 18 anys, en un 69,2% hi vivien parelles casades, en un 6,5% dones solteres, i en un 22,1% no eren unitats familiars. En el 17,8% dels habitatges hi vivien persones soles el 3,3% de les quals corresponia a persones de 65 anys o més que vivien soles. El nombre mitjà de persones vivint en cada habitatge era de 2,79 i el nombre mitjà de persones que vivien en cada família era de 3,21.
Per edats la població es repartia de la següent manera: un 30,4% tenia menys de 18 anys, un 5,9% entre 18 i 24, un 34,6% entre 25 i 44, un 23,9% de 45 a 60 i un 5,2% 65 anys o més.
L'edat mediana era de 35 anys. Per cada 100 dones de 18 o més anys hi havia 96,3 homes.
La renda mediana per habitatge era de 80.090 $ i la renda mediana per família de 90.758 $. Els homes tenien una renda mediana de 61.008 $ mentre que les dones 38.933 $. La renda per capita de la població era de 33.835 $. Aproximadament l'1,3% de les famílies i l'1,5% de la població estaven per davall del llindar de pobresa.

## Poblacions més properes
El següent diagrama mostra les poblacions més properes.